# Kyawthuit
Kyawthuit, nebo také Kyawthuite či Cha-too-ite, je nejdražší a nejvzácnější doposud nalezený minerál na Zemi.

## Popis a vzhled
Kyawthuit je přírodní antimoničnan vizmutitý s chemickým vzorcem Bi3+Sb5+O4, který patří mezi oxidy z minerálů 4. třídy. Je průsvitný a má sytě oranžovou barvu s červeným nádechem. Vizuálně je podobný scheelitu, jantaru či topazu. Jeho vznik v přírodě není uspokojivě vysvětlen a pravděpodobně je magmatického původu a snad formován v pegmatitových horninách, ale podmínky nezbytné pro vznik Kyawthuit jsou zřejmě velmi specifické až jedinečné. Vyskytuje se v jednoklonné (monoklinické) krystalové soustavě.

## Historie
Kyawthuit, který byl nalezen v údolí Chaung-gyi v oblasti Mogok v Myanmaru, koupil v roce 2010 na trhu v Myanmaru gemolog Kyaw Thu. Při podrobnějším studiu zakoupeného minerálu zjistil, že je velmi neobvyklý, netradiční a pro něj neznámý. Nechal jej tedy laboratorně analyzovat v Gemological Institute of America v Bangkoku v Thajsku, kde byla zjištěna jeho jedinečnost. Doposud je jediným exemplářem svého druhu na světě a získal svůj název podle gemologa Kyaw Thu. V současné době je bezpečně uložen v National History Museum v Los Angeles County, má hmotnost 1,61 karátu (tj. 0,322 g) a tvrdost  dle Mohse je 5,5. V roce 2015 byl uznán Mezinárodní mineralogickou asociací jako minerál.